# Set Me Free/I Need You
Set Me Free/I Need You è il settimo singolo del gruppo rock britannico The Kinks, pubblicato nel 1965. Il brano Set Me Free, composto dal leader della band Ray Davies, insieme a Tired of Waiting for You, è uno dei primi tentativi da parte della band di proporre sonorità più morbide e levigate, maggiormente introspettive rispetto al garage rock degli esordi.

## Tracce
1. Set Me Free – 2:12 (Ray Davies)
2. I Need You – 2:26 (Ray Davies)

Durata totale: 4:38

## Cover
- Nel 1966 Sonny & Cher inserirono una reinterpretazione del brano sul loro album The Wondrous World of Sonny & Cher.